# ألكسندر سكوت ويذرز
ألكسندر سكوت ويذرز (بالإنجليزية: Alexander Scott Withers) هو مؤرخ أمريكي، ولد في 12 أكتوبر 1792، وتوفي في 23 يناير 1865.